# Codici aeroportuali IATA - G

## GA-GO
- GAA Aeroporto civile, Guamal, Colombia
- GAB Aeroporto civile, Gabbs, Stati Uniti d'America
- GAC Aeroporto civile, Gracias, Honduras
- GAD Aeroporto Automatic Weather Observing / Reporting System, Gadsen Municipal (Alabama), Stati Uniti d'America
- GAE Aeroporto civile, Gabès, Tunisia
- GAF Aeroporto civile, Gafsa, Tunisia
- GAG Aeroporto di Gage, Gage (Oklahoma), Stati Uniti d'America
- GAH Aeroporto civile, Gayndah, Australia
- GAI Aeroporto civile, Gaithersburg Montgomery, Stati Uniti d'America
- GAJ Aeroporto di Yamagata, Higashine, prefettura di Yamagata, Giappone
- GAK Aeroporto civile, Gakona, Stati Uniti d'America
- GAL Aeroporto Galena, Galena (Alaska), Stati Uniti d'America
- GAM Aeroporto civile, Gambell (Alaska), Stati Uniti d'America
- GAN Aeroporto Internazionale di Gan, Isola di Gan, Maldive
- GAO Aeroporto Los Canos, Guantanamo, Cuba
- GAP Aeroporto civile, Gusap, Papua Nuova Guinea
- GAQ Aeroporto Korogoussou, Gao, Mali
- GAR Aeroporto civile, Garaina, Papua Nuova Guinea
- GAS Aeroporto civile, Garissa, Kenya
- GAT Aeroporto Tallard, Gap, Francia
- GAU Aeroporto Borjhar, Gauhati, India
- GAV Aeroporto civile, Gag Island, Indonesia
- GAW Aeroporto civile, Gangaw, Birmania
- GAX Aeroporto civile, Gamba, Gabon
- GAY Aeroporto civile, Gaya, India
- GAZ Aeroporto civile, Guasopa, Papua Nuova Guinea
- GBA Aeroporto civile, Big Bay, Vanuatu
- GBB Aeroporto civile, Gara Djebilet, Algeria
- GBC Aeroporto civile, Gasuke, Papua Nuova Guinea
- GBD Aeroporto civile, Great Bend (Kansas), Stati Uniti d'America
- GBE Aeroporto Internazionale Sir Seretse Khama, Gaborone, Botswana
- GBF Aeroporto civile, Negarbo, Papua Nuova Guinea
- GBG Aeroporto Municipale di Galesburg, Galesburg (Illinois), Stati Uniti d'America
- GBH Aeroporto civile, Galbraith Lake (Alaska), Stati Uniti d'America
- GBJ Aeroporto Grand Bourg, Marie Galante, Guadalupa
- GBK Aeroporto civile, Gbangbatok, Sierra Leone
- GBL Aeroporto civile, South Goulburn Island, Australia
- GBM Aeroporto civile, Garbaharey, Somalia
- GBO Aeroporto civile, Baltimore Greenbelt, Stati Uniti d'America
- GBP Aeroporto civile, Gamboola, Australia
- GBR Aeroporto civile, Great Barrington, Stati Uniti d'America
- GBU Aeroporto civile, Khashm El Girba, Sudan
- GBV Aeroporto civile, Gibb River, Australia
- GBZ Aeroporto civile, Great Barrier Island, Nuova Zelanda
- GCA Aeroporto civile, Guacamayas, Colombia
- GCC Aeroporto Regionale di Campbell County, Gillette (Wyoming), Stati Uniti d'America
- GCI Aeroporto St. Peter Port, Guernsey, Regno Unito
- GCJ Aeroporto Grand Central, Johannesburg, Sudafrica
- GCK Aeroporto Municipale di Garden City, Garden City (Kansas), Stati Uniti d'America
- GCM Aeroporto Internazionale Owen Roberts, Grand Cayman / George Town, Isole Cayman
- GCN Aeroporto National Park, Grand Canyon (Arizona), Stati Uniti d'America
- GCY Aeroporto Municipale di Greeneville, Greeneville (Tennessee), Stati Uniti d'America
- GDA Aeroporto civile, Gounda, Repubblica Centrafricana
- GDC Aeroporto civile, Greenville Donaldson Center, Stati Uniti d'America
- GDD Aeroporto civile, Gordon Downs, Australia
- GDE Base Area di Gode, Gode, Etiopia
- GDG Aeroporto civile, Magdagachi, Russia
- GDH Aeroporto civile, Golden Horn, Stati Uniti d'America
- GDI Aeroporto civile, Gordil, Repubblica Centrafricana
- GDJ Aeroporto civile, Gandajika, Repubblica Democratica del Congo
- GDL Aeroporto Internazionale di Guadalajara, Guadalajara, Messico
- GDM Aeroporto Municipale di Gardner, Gardner, Stati Uniti d'America
- GDN Aeroporto Lech Walesa, Danzica, Polonia
- GDO Aeroporto civile, Guasqualito, Venezuela
- GDP Aeroporto civile, Guadalupe, Brasile
- GDQ Aeroporto civile, Gondar, Etiopia
- GDT Aeroporto civile, Grand Turk, Turks e Caicos
- GDV Aeroporto civile, Glendive (Montana), Stati Uniti d'America
- GDW Aeroporto civile, Gladwin, Stati Uniti d'America
- GDX Aeroporto Sokol, Magadan, Russia
- GDZ Aeroporto civile, Gelendžik, Russia
- GEA Aeroporto Magenta, Numea, Nuova Caledonia
- GEB Aeroporto civile, Gebe, Indonesia
- GEC Aeroporto civile, Gecitkale, Cipro
- GED Aeroporto Sussex County, Georgetown (Delaware), Stati Uniti d'America
- GEF Aeroporto civile, Geva, Isole Salomone
- GEG Aeroporto Spokane International, Spokane (Washington), Stati Uniti d'America
- GEI Aeroporto civile, Green Islands, Papua Nuova Guinea
- GEK Aeroporto civile, Ganes Creek, Stati Uniti d'America
- GEL Aeroporto civile, Santo Ângelo, Brasile
- GEN Aeroporto Gardermoen, Oslo, Norvegia
- GEO Aeroporto Timehri / Cheddi Jagan, Georgetown, Guyana
- GER Aeroporto civile, Nueva Gerona, Cuba
- GES Aeroporto General Santos, Buayan/Cotabato South, Filippine
- GET Aeroporto civile, Geraldton (Western Australia), Australia
- GEV Aeroporto civile, Gällivare, Svezia
- GEW Aeroporto civile, Gewoya, Papua Nuova Guinea
- GEX Aeroporto civile, Geelong, Australia
- GEY Aeroporto South Big Horn County, Greybull (Wyoming), Stati Uniti d'America
- GFA Aeroporto Malmstrom Air Force Base, Great Falls Malmstrom (Montana), Stati Uniti d'America
- GFB Aeroporto civile, Togiak Fish (Alaska), Stati Uniti d'America
- GFE Aeroporto civile, Grenfell, Australia
- GFF Aeroporto civile, Griffith, Nuovo Galles del Sud, Australia
- GFK Aeroporto Internazionale Mark Andrews, Grand Forks (Dakota del Nord), Stati Uniti d'America
- GFL Aeroporto Warren County, Glens Falls (New York), Stati Uniti d'America
- GFN Aeroporto civile, Grafton, Nuovo Galles del Sud, Australia
- GFO Aeroporto civile, Bartica, Guyana
- GFR Aeroporto civile, Granville, Francia
- GFY Aeroporto civile, Grootfontein, Namibia
- GGC Aeroporto civile, Lumbala, Angola
- GGD Aeroporto civile, Gregory Downs, Australia
- GGE Aeroporto civile, Georgetown (Carolina del Sud), Stati Uniti d'America
- GGG Aeroporto Gregg County, Longview / Gladewater / Kilgore (Texas), Stati Uniti d'America
- GGL Aeroporto civile, Gilgal, Colombia
- GGN Aeroporto Ville, Gagnoa, Costa d'Avorio
- GGO Aeroporto civile, Guiglo, Costa d'Avorio
- GGR Aeroporto civile, Garoe, Somalia
- GGS Aeroporto civile, Gobernador Dos Gregores, Argentina
- GGT Aeroporto Exuma International, George Town - Exuma Island, Bahamas
- GGW Aeroporto civile, Glasgow (Montana), Stati Uniti d'America
- GHA Aeroporto Noumerate, Ghardaïa, Algeria (sito informativo)
- GHB Aeroporto civile, Governors Harbour, Bahamas
- GHC Aeroporto civile, Great Harbour Cay, Bahamas
- GHD Aeroporto civile, Ghimbi, Etiopia
- GHE Aeroporto civile, Garachine, Panama
- GHK Aeroporto civile, Gush Katif, Israele
- GHM Aeroporto civile, Centerville Municipal, Stati Uniti d'America
- GHN Aeroporto civile, Guanghan, Cina
- GHT Aeroporto civile, Ghat, Libia
- GHU Aeroporto civile, Gualeguaychú, Argentina
- GIB Aeroporto North Front, Gibilterra
- GIC Aeroporto civile, Boigu Island, Australia
- GID Aeroporto civile, Gitega Zenngo, Burundi
- GIF Aeroporto civile, Winter Haven, Stati Uniti d'America
- GIG Aeroporto Internacional Galeao, Rio de Janeiro, Brasile
- GII Aeroporto civile, Siguiri, Guinea
- GIL Aeroporto civile, Gilgit, Pakistan
- GIM Aeroporto civile, Miele, Gabon
- GIR Aeroporto civile, Girardot, Colombia
- GIS Aeroporto civile, Gisborne, Nuova Zelanda
- GIT Aeroporto civile, Geita, Tanzania
- GIY Aeroporto civile, Giyana, Sudafrica
- GIZ Aeroporto di Jizan-Re Abd Allah bin Abd al-Aziz, Gizan, Arabia Saudita
- GJA Aeroporto civile, Guanaja Island, Honduras
- GJL Aeroporto Achouat, Jigel / Jijel-Taher, Algeria (sito informativo)
- GJM Aeroporto civile, Guajará-Mirim, Brasile
- GJR Aeroporto civile, Gjogur, Islanda
- GJT Aeroporto Walker Field, Grand Junction (Colorado), Stati Uniti d'America
- GKA Aeroporto civile, Goroka, Papua Nuova Guinea
- GKE Air Force Base NATO, Geilenkirchen, Germania
- GKH Aeroporto civile, Gorkha, Nepal
- GKL Aeroporto civile, Great Keppel Island (Queensland), Australia
- GKN Aeroporto International. Field, Gulkana (centro abitato), Stati Uniti d'America
- GKO Aeroporto civile, Kongo-Boumba, Gabon
- GLA Aeroporto Abbotsichn International, Glasgow, Regno Unito
- GLC Aeroporto civile, Galadi, Etiopia
- GLD Aeroporto Renner Field, Goodland (Kansas), Stati Uniti d'America
- GLF Aeroporto civile, Golfito, Costa Rica
- GLG Aeroporto civile, Glengyle, Australia
- GLH Aeroporto Regionale del Medio DeltaGreenville (Mississippi), Stati Uniti d'America
- GLI Aeroporto civile, Glen Innes, Nuovo Galles del Sud, Australia
- GLK Aeroporto civile, Galcaio, Somalia
- GLL Aeroporto civile, Gol Klanten, Norvegia
- GLM Aeroporto civile, Glenormiston, Australia
- GLN Aeroporto civile, Goulimime, Marocco
- GLO Aeroporto civile, Gloucester/Cheltenham Gloucester, Regno Unito
- GLP Aeroporto civile, Gulgubip, Papua Nuova Guinea
- GLQ Aeroporto civile, Glennallen, Stati Uniti d'America
- GLR Aeroporto Otsego County, Gaylord (Michigan), Stati Uniti d'America
- GLS Aeroporto Scholes Field, Galveston (Texas), Stati Uniti d'America
- GLT Aeroporto civile, Gladstone (Queensland), Australia
- GLV Aeroporto civile, Golovin (Alaska), Stati Uniti d'America
- GLW Aeroporto civile, Glasgow Municipal, Stati Uniti d'America
- GLX Aeroporto Gamarmalamu, Galela, Indonesia
- GLY Aeroporto civile, Mount Goldsworthy, Australia
- GLZ Aeroporto civile, Gilze-Rijen, Paesi Bassi
- GMA Aeroporto civile, Gemena, Repubblica Democratica del Congo
- GMB Aeroporto civile, Gambella, Etiopia
- GMC Aeroporto civile, Guerima, Colombia
- GME Aeroporto civile, Homyel / Gomel, Bielorussia
- GMI Aeroporto civile, Gasmata, Papua Nuova Guinea
- GML Aeroporto civile, Aeroporto di Hostomel, UCraina
- GMM Aeroporto civile, Gamboma, Congo
- GMN Aeroporto civile, Greymouth, Nuova Zelanda
- GMP Aeroporto Internazionale di Seul-Gimpo  (ex SEL), Seul, Corea del Sud
- GMR Aeroporto civile, Gambier Island, Polinesia Francese
- GMS Aeroporto civile, Guimarães, Brasile
- GMT Aeroporto civile, Granite Mountain, Stati Uniti d'America
- GNA Aeroporto civile, Grodna / Grodno, Bielorussia
- GNB Aeroporto Saint Geoirs, Grenoble, Francia
- GND Aeroporto Internazionale di Port Salines, St. Georges, Grenada
- GNE Aeroporto Industrie-Zone, Gent, Belgio
- GNG Aeroporto civile, Gooding, Stati Uniti d'America
- GNI Aeroporto civile, Green Island / Ludao, Taiwan
- GNM Aeroporto civile, Guanambi, Brasile
- GNN Aeroporto Ginir, Ghinnir, Etiopia
- GNR Aeroporto Gral Roca, Fuerte (RN), Argentina
- GNS Aeroporto Binaka, Gunung Sitoli, Indonesia
- GNT Aeroporto Grants-Milan Municipal, Grants (Nuovo Messico), Stati Uniti d'America
- GNU Aeroporto civile, Goodnews Bay (Alaska), Stati Uniti d'America
- GNV Aeroporto Regionale J.R.Alison, Gainesville (Florida), Stati Uniti d'America
- GNY Aeroporto civile, Granby Grand Cnty, Stati Uniti d'America
- GNZ Aeroporto civile, Ghanzi, Botswana
- GOA Aeroporto Cristoforo Colombo, Genova-Sestri Ponente, Italia
- GOB Aeroporto Robe, Goba, Etiopia
- GOC Aeroporto civile, Gora, Papua Nuova Guinea
- GOE Aeroporto civile, Gonalia, Papua Nuova Guinea
- GOF Aeroporto civile, San Angelo Goodfellow AFB, Stati Uniti d'America
- GOH Aeroporto Nuuk, Godthaab, Groenlandia
- GOI Aeroporto di Dabolim, Goa, India
- GOJ Aeroporto civile, Nizhniy Novgorod, Russia
- GOK Aeroporto Municipal, Guthrie (Oklahoma), Stati Uniti d'America
- GOL Aeroporto civile, Gold Beach, Stati Uniti d'America
- GOM Aeroporto civile, Goma, Repubblica Democratica del Congo
- GON Aeroporto civile, New London / Groton (Connecticut), Stati Uniti d'America
- GOO Aeroporto civile, Goondiwindi, Australia
- GOP Aeroporto civile, Gorakhpur, India
- GOQ Aeroporto civile, Golmud, Cina
- GOR Aeroporto civile, Gore, Etiopia
- GOS Aeroporto civile, Gosford, Australia
- GOT Aeroporto Landvetter, Göteborg, Svezia
- GOU Aeroporto civile, Garoua, Camerun
- GOV Aeroporto civile, Nhulunbuy-Gove (Northern Territory), Australia
- GOY Aeroporto civile, Gal Oya Amparai, Sri Lanka
- GOZ Aeroporto di Gorna Orjahovica, Gorna Orjahovica, Bulgaria

## GP-GU
- GPA Aeroporto civile, Araxos, Grecia
- GPB Aeroporto civile, Guarapuava Tt Faria, Brasile
- GPI Aeroporto civile, Guapi, Colombia
- GPL Aeroporto Potreru Grande, Guápiles, Costa Rica
- GPN Aeroporto civile, Garden Point (Northern Territory), Australia
- GPO Aeroporto civile, General Pico, Argentina
- GPS Aeroporto Baltra, Galapagos Islands, Ecuador
- GPT Aeroporto Internazionale di Gulfport, Gulfport / Biloxi (Mississippi), Stati Uniti d'America
- GPZ Aeroporto civile, Grand Rapids (Minnesota), Stati Uniti d'America
- GQQ Aeroporto civile, Galion, Stati Uniti d'America
- GRA Aeroporto civile, Gamarra, Colombia
- GRB Aeroporto Austin Straybel International, Green Bay (Wisconsin), Stati Uniti d'America
- GRC Aeroporto civile, Grand Cess Wr Tolbert, Liberia
- GRD Aeroporto Greenwood County, Greenwood (Carolina del Sud), Stati Uniti d'America
- GRE Aeroporto civile, Greenville Municipal, Greenville (Illinois), Stati Uniti d'America
- GRG Aeroporto civile, Gardez, Afghanistan
- GRH Aeroporto civile, Garuahi, Papua Nuova Guinea
- GRI Aeroporto Central Nebraska Regional, Grand Island (Nebraska), Stati Uniti d'America
- GRJ Aeroporto P. W. Botha, George, Sudafrica
- GRK Aeroporto U. S. Army Airfield, Fort Hood / Gray (Texas), Stati Uniti d'America
- GRL Aeroporto civile, Garasa, Papua Nuova Guinea
- GRM Aeroporto Municipale di Grand Marais, Grand Marais (Minnesota), Stati Uniti d'America
- GRN Aeroporto Municipale di Gordon, Gordon (Nebraska), Stati Uniti d'America
- GRO Aeroporto Costa Brava, Gerona, Spagna
- GRP Aeroporto civile, Gurupi, Brasile
- GRQ Aeroporto Eelde, Groningen, Paesi Bassi
- GRR Aeroporto Internazionale Gerald R. Ford / Kent County International, Grand Rapids (Michigan), Stati Uniti d'America
- GRS Aeroporto Militare di Grosseto, Grosseto, Italia
- GRT Aeroporto civile, Gujrat, Pakistan
- GRU Aeroporto Internazionale di San Paolo-Guarulhos, Brasile
- GRV Aeroporto civile, Grozny, Russia
- GRW Aeroporto civile, Graciosa Island, Azzorre - Portogallo
- GRX Aeroporto civile, Granada, Spagna
- GRX Aeroporto Armilla, Granada, Spagna
- GRY Aeroporto civile, Grimsey, Islanda
- GRZ Aeroporto Thalerhof, Graz, Austria
- GSA Aeroporto civile, Long Pasia, Malaysia
- GSC Aeroporto civile, Gascoyne Junction, Australia
- GSE Aeroporto Saeve, Göteborg, Svezia
- GSH Aeroporto Municipale di Goshen, Goshen (Indiana), Stati Uniti d'America
- GSL Aeroporto civile, Yellowknife Great Slave Lake, Canada
- GSN Aeroporto civile, Mount Gunson, Australia
- GSO Aeroporto Internazionale Piedmont Triad, Greensboro / High Point / Winston - Salem (Carolina del Nord), Stati Uniti d'America
- GSP Aeroporto Greenville Spartanburg, Greenville/Greer, Stati Uniti d'America
- GSR Aeroporto civile, Gardo, Somalia
- GSS Aeroporto civile, Sabi Sabi, Sudafrica
- GST Aeroporto civile, Gustavus (Alaska), Stati Uniti d'America
- GSU Aeroporto Azaza, Gedaref, Sudan
- GSY Aeroporto civile, Grimsby Binbrook, Regno Unito
- GTA Aeroporto civile, Gatokae, Isole Salomone
- GTB Aeroporto civile, Genting Hlpt, Malaysia
- GTC Aeroporto civile, Green Turtle, Bahamas
- GTE Aeroporto civile, Groote Eylandt (Northern Territory), Australia
- GTF Aeroporto Great Falls International, Great Falls (Montana), Stati Uniti d'America
- GTG Aeroporto civile, Grantsburg Municipal, Stati Uniti d'America
- GTI Aeroporto Ruegen / Reuteberg, Guettin / Güttin, Germania
- GTK Aeroporto civile, Sungei Tekai, Malaysia
- GTN Aeroporto Glentanner, Mount Cook Glentanner, Nuova Zelanda
- GTO Aeroporto Tolotio, Gorontalo, Indonesia
- GTR Aeroporto Regionale Golden Triangle, Columbus / Starkville / West Point Ms (Mississippi), Stati Uniti d'America
- GTS Aeroporto civile, Granites, Australia
- GTT Aeroporto civile, Georgetown (Queensland), Australia
- GTW Aeroporto civile, Holešov, Repubblica Ceca
- GTY Aeroporto civile, Gettysburg (Pennsylvania), Stati Uniti d'America
- GUA Aeroporto Internazionale La Aurora, Città del Guatemala, Guatemala
- GUB Aeroporto civile, Guerrero Negro, Messico
- GUC Aeroporto Gunnison County, Gunnison (Colorado), Stati Uniti d'America
- GUD Aeroporto civile, Goundam, Mali
- GUE Aeroporto civile, Guriaso, Papua Nuova Guinea
- GUF Aeroporto civile, Gulf Shores Edwards, Stati Uniti d'America
- GUG Aeroporto civile, Guari, Papua Nuova Guinea
- GUH Aeroporto civile, Gunnedah, Nuovo Galles del Sud, Australia
- GUI Aeroporto civile, Guiria, Venezuela
- GUJ Aeroporto civile, Guaratinguetá, Brasile
- GUL Aeroporto civile, Goulburn, Australia
- GUM Stazione Navale Agana Fields / Aeroporto Internazionale Antonio B. Won Pat, Tamuning, Guam
- GUN Aeroporto civile, Montgomery Gunter AFB, Stati Uniti d'America
- GUO Aeroporto civile, Gualaco, Honduras
- GUP Aeroporto Municipale di Gallup, Gallup (Nuovo Messico), Stati Uniti d'America
- GUQ Aeroporto civile, Guanare, Venezuela
- GUR Aeroporto Gurney, Alotau, Papua Nuova Guinea
- GUT RAF Air Station, Gütersloh, Germania
- GUU Aeroporto civile, Grundarfjörður, Islanda
- GUV Aeroporto civile, Mougulu, Papua Nuova Guinea
- GUW Aeroporto di Atyrau, Atyrau, Kazakistan
- GUX Aeroporto civile, Guṇa, India
- GUY Aeroporto civile, Guymon (Oklahoma), Stati Uniti d'America
- GUZ Aeroporto civile, Guarapari, Brasile

## GV-GZ
- GVA Aeroporto Internazionale Cointrin, Ginevra, Svizzera
- GVE Aeroporto civile, Gordonsville (Virginia), Stati Uniti d'America
- GVI Aeroporto civile, Green River, Papua Nuova Guinea
- GVL Aeroporto Gilmer Memorial, Gainesville (Georgia), Stati Uniti d'America
- GVP Aeroporto civile, Greenvale Miner Lake, Australia
- GVR Aeroporto civile, Governador Valadares, Brasile
- GVT Aeroporto Greenville Majors, Greenville/Majors (Texas), Stati Uniti d'America
- GVW Aeroporto Richards-Gebaur, Kansas City / Grandview (Missouri), Stati Uniti d'America
- GVX Aeroporto Sandviken Air Force Base, Gävle, Svezia
- GWA Aeroporto civile, Gwa, Birmania
- GWD Aeroporto civile, Gwadar, Pakistan
- GWE Aeroporto Thornhill, Gweru, Zimbabwe
- GWE Aeroporto civile, Gweru, Zimbabwe
- GWL Aeroporto civile, Gwalior, India
- GWN Aeroporto civile, Gnarowein, Papua Nuova Guinea
- GWO Aeroporto Greenwood-Leflore, Greenwood (Mississippi), Stati Uniti d'America
- GWT Aeroporto Sylt Island, Westerland, Germania
- GWW Aeroporto RAF Gatow, Berlino, Germania
- GWY Aeroporto di Galway, Galway, Eire
- GXF Aeroporto civile, Seiyun / Sayun, Yemen
- GXG Aeroporto civile, Negage, Angola (sito informativo)
- GXQ Aeroporto Teniente Vidal, Coyhaique, Cile
- GXX Aeroporto civile, Yagoua Ville, Camerun
- GXY Aeroporto Automatic Weather Observing / Reporting System, Greeley / Weld (Colorado), Stati Uniti d'America
- GYA Aeroporto civile, Guayaramerín, Bolivia
- GYE Aeroporto Internazionale José Joaquín de Olmedo, Guayaquil, Ecuador
- GYI Aeroporto civile, Gisenyi, Ruanda
- GYL Aeroporto civile, Lago Argyle, Australia
- GYM Aeroporto General Jose Maria Yanez, Guaymas, Messico
- GYN Aeroporto civile, Goiânia Santa Genoveva, Brasile
- GYP Aeroporto civile, Gympie, Australia
- GYR Aeroporto Municipal, Goodyear (Arizona), Stati Uniti d'America
- GYY Aeroporto Regional, Gary / Chicago (Indiana), Stati Uniti d'America
- GZI Aeroporto civile, Ghazni, Afghanistan
- GZM Eliporto di Gozo, Malta
- GZO Aeroporto Nusatupe, Gizo, Isole Salomone
- GZT Aeroporto civile, Gaziantep, Turchia